# Neonemoria thalassinata
Neonemoria thalassinata là một loài bướm đêm trong họ Geometridae.